# Маїки
Маїки — село в Україні, у Шептицькому районі Львівської області. Населення становить 29 осіб.